# Crédit foncier d'Extrême-Orient
Le Crédit foncier d'Extrême-Orient (CFEO) est une ancienne banque franco-belge.

## Histoire
La banque est créée en 1907 sous le nom de Société franco-belge de Tientsin, au capital de plus de 4 000 000 de francs, par plusieurs banques françaises et belges (Banque d'Outremer, Banque de Paris et des Pays-Bas, Compagnie internationale d'Orient, Banque de l'Indochine, ...).
En 1910, elle prend le nom de Crédit foncier d'Extrême-Orient
Elle ouvre successivement des agences à Hankou et Hong Kong en 1911, à Pékin en 1915, à Tsi-Nan en 1918, à Singapour en 1927, à Malacca et Muar en 1929 et à Ipoh en 1930.
En difficulté à la suite des troubles et guerres touchant la région, elle finit par fermer ses agences sur le territoire chinois, mais maintient ses activités à Hong Kong et Singapour, et ouvre une filiale à Tanger (Société hypothécaire de Tanger).
Par crainte d'une nationalisation, la société est liquidée en 1959. Une partie des disponibles sont transmis au Crédit foncier international.

### Sources bibliographiques
- Patrice Morlat, Indochine années vingt : le balcon de la France sur le Pacifique, Volume 1, 2001